# أبامين (مدينة)
أبامين (بالإغريقية: Ἀπαμηνή)‏  مدينة بُنيت في العصور القديمة والعصور الوسطى، تقع في الجزء من الشمال الغربي من سوريا تحيط بمدينة أفاميا ، وهي منطقة يتقع فيها نهر العاصي .

## مدن وقرى أبامين
- أفاميا .
- إميسا ، تقع على الضفة اليمنى لنهر العاصي. وأصبحت المدينة الواقعة في موقع حمص الحالية، عاصمة فينيقيا الليبية .
- هوارت أو هوارت، تقع على بعد حوالي خمسة عشر كيلومترًا شمال شرق أفاميا. واسمها القديم غير معروف.[2] وقد تم اكتشاف ميثرايوم هوارت هناك.[3]
- لاريسا ، على الضفة اليسرى لنهر العاصي.
- سرجيلا.[4]